# 姫塚古墳 (長浜市)
姫塚古墳（ひめづかこふん）は、滋賀県長浜市高月町東柳野にある古墳。形状は前方後方墳。物部古墳群を構成する古墳の1つ。滋賀県指定史跡に指定されている。

## 概要
滋賀県北部、余呉川左岸の平野部に築造された古墳である。一帯では本古墳のほか長塚古墳・瓢塚塚古墳・横山神社古墳などが知られ、本古墳とともに物部古墳群を形成する。これまでに前方部部分が大きく削平を受けているほか、2001年度（平成13年度）に発掘調査が実施されている。
墳形は前方後方形で、前方部を南南東方向に向ける（発掘調査以前は前方後円墳と想定された）。墳丘長は約80メートルを測る（現存約70メートル）。墳丘表面では葺石列が確認されているが、埴輪は認められていない。墳丘周囲には周濠が巡らされており、周濠を含めた古墳全長は115-120メートルにもおよぶ。埋葬施設は明らかでない。
この姫塚古墳は、墳形・葺石から古墳時代前期の4世紀中葉以前の築造と推定される。滋賀県内の前方後方墳としては最大規模であるとともに、平野部に築造された大型の前方後方墳である点で特色を示す古墳である。周辺一帯は本古墳のほか小松古墳・大森古墳など計11基が前方後方墳の集中する地域として知られるが、西方丘陵上の古保利古墳群では平野部の前方後方墳と並行する時期に前方後円墳も築造されており、当地域の政治情勢を考察するうえで注目される。
古墳域は1982年（昭和57年）に滋賀県指定史跡に指定されている。

## 文化財

### 滋賀県指定文化財
- 史跡
  - 姫塚古墳 - 指定範囲面積は1,602平方メートル。1982年（昭和57年）3月31日指定[5]。